# Daisei Suzuki
Daisei Suzuki (鈴木 大誠 Suzuki Daisei?, Nara, 28 de mayo de 1996) es un futbolista japonés que juega como defensa en el Nara Club.

## Trayectoria
En 2019 se unió al Tokushima Vortis de la J2 League.

## Clubes
| Club                  | País  | Año       |
| --------------------- | ----- | --------- |
| Tokushima Vortis      | Japón | 2019-2022 |
| F. C. Ryukyu (cedido) | Japón | 2020      |
| Ehime FC (cedido)     | Japón | 2022      |
| Nara Club             | Japón | 2023-     |